# Play In Challenger Lille 2023
Il Play In Challenger Lille 2023 è stato un torneo maschile di tennis giocato sul cemento indoor. È stata la 5ª edizione del torneo, facente parte della categoria Challenger 100 nell'ambito dell'ATP Challenger Tour 2023. Si è giocato al Tennis Club Lillois Lille Métropole di Lilla, in Francia, dal 27 marzo al 2 aprile 2023.

## Partecipanti

### Teste di serie
| Nazionalità | Giocatore         | Ranking* | Testa di serie |
| ----------- | ----------------- | -------- | -------------- |
| Australia   | Max Purcell       | 99       | 1              |
| Austria     | Jurij Rodionov    | 131      | 2              |
| Slovacchia  | Norbert Gombos    | 133      | 3              |
| Finlandia   | Otto Virtanen     | 139      | 4              |
| Francia     | Hugo Grenier      | 146      | 5              |
| Francia     | Benoît Paire      | 170      | 6              |
| Rep. Ceca   | Zdeněk Kolář      | 174      | 7              |
| Francia     | Antoine Escoffier | 180      | 8              |

* Ranking al 20 marzo 2023.

### Altri partecipanti
I seguenti giocatori hanno ricevuto una wild card per il tabellone principale:
- Sascha Gueymard Wayenburg
- Pierre-Hugues Herbert
- Kyrian Jacquet

I seguenti giocatori sono entrati in tabellone come special exempt:
- Dan Added
- Ričardas Berankis

I seguenti giocatori sono entrati in tabellone come alternate:
- Aziz Dougaz
- Harold Mayot
- Kacper Żuk

I seguenti giocatori sono passati dalle qualificazioni:
- Kenny de Schepper
- Maxime Janvier
- Beibit Zhukayev
- Vitaliy Sachko
- Antoine Hoang
- Edan Leshem

Il seguente giocatore è entrato in tabellone come lucky loser:
- Cem İlkel

## Punti e montepremi
| Torneo    | Torneo              | V      | F     | SF    | QF    | 2T    | 1T    | Q | Q2  | Q1  |
| Singolare | Punti               | 100    | 60    | 36    | 20    | 9     | 0     | 5 | 2   | 0   |
| Singolare | Premi in denaro (€) | 16 020 | 9 415 | 5 555 | 3 240 | 1 900 | 1 160 | – | 580 | 290 |
| Doppio    | Punti               | 100    | 60    | 36    | 20    | –     | 0     | – | –   | –   |
| Doppio    | Premi in denaro (€) | 6 845  | 4 050 | 2 400 | 1 420 | –     | 800   | – | –   | –   |

## Campioni

### Singolare
Otto Virtanen ha sconfitto in finale  Max Purcell con il punteggio di 6(3)–7, 6–4, 6–2.

### Doppio
Max Purcell /  Jason Taylor hanno sconfitto in finale  Dustin Brown /  Aisam-ul-Haq Qureshi con il punteggio di 7–6(3), 6–4.